# 22 septembre 1936
Le mardi 22 septembre 1936 est le 266e jour de l'année 1936.

## Naissances
- Alan Gillis (mort le 6 mai 2022), syndicaliste agricole et homme politique irlandais
- Art Metrano (mort le 8 septembre 2021), acteur américain (1936–2021)
- Carmen Pereira (morte le 4 juin 2016), femme politique
- Félix Malu wa Kalenga (mort le 22 avril 2011), ingénieur congolais
- Günter Nimtz, physicien allemand
- Jacqueline Deyme, sculpteur français
- Komao Hayashi, fabricant de poupées traditionnelles japonaises
- Lucien Laubier (mort le 15 juin 2008), biologiste et océanographe français (1936-2008)
- Marcel Paterni (mort le 13 juillet 2019), haltérophile français
- Owen Roizman, directeur de la photographie américain
- Parviz Yahaghi (mort le 2 février 2007), violoniste et compositeur iranien
- Robert Marasco (mort le 6 décembre 1998), romancier, dramaturge et enseignant américain
- Roger Fritz (mort le 26 novembre 2021), acteur allemand
- Warren Woodcock, joueur de tennis australien

## Décès
- Jean Plichon (né le 14 juin 1863), personnalité politique française
- José Demaría López (né en 1870), photographe et journaliste espagnol
- Packey McFarland (né le 1er novembre 1888), boxeur américain

## Événements
- Création du parc national Gogorrón
- Le premier prototype du chasseur Loire-Nieuport LN 161 s'écrase, tuant le pilote (Capitaine Coffinet).